# Siegfried Strugger
Siegfried Strugger (* 9. April 1906 in Völkermarkt (Kärnten); † 11. Dezember 1961) war ein österreichischer Botaniker und Wegbereiter der modernen Zellphysiologie.

## Werdegang
Strugger studierte in Graz Biologie. Sein einflussreichster Lehrer wurde dort Friedl Weber, der ihn in die aufkommende Zellphysiologie einführte. Als junger promovierter Wissenschaftler ging Strugger nach Deutschland. Er erweiterte seine zytologische Ausbildung bei Ernst Küster in Gießen und bei Paul Metzner in Greifswald.
Er wurde von dem Botaniker Otto Renner nach Jena berufen und erlebte dort Jahre höchster Produktivität.
1939 übernahm er das akademische Lehramt für Botanik an der Tierärztlichen Hochschule Hannover und 10 Jahre später das Ordinariat der Botanik an der Universität Münster. Hier baute er an Stelle des kriegszerstörten Botanischen Institutes ein großes neues Institut auf und rief eine blühende wissenschaftliche Schule ins Leben.
Zum 1. November 1933 trat er der SA bei.

## Das wissenschaftliche Werk
Hatte Friedl Weber das Cytoplasma wissenschaftlicher Untersuchung zugeführt, so führte dessen Schüler Strugger den Zellkern milden, physikalisch-chemischen bzw. kolloidchemischen Forschungsmethoden zu. Er konnte dabei unter anderem das Karyotin und die Karyolymphe vitalfärberisch differenziert darstellen. Wissenschaftlich führend wurde Strugger etwa ab 1936 auf dem Gebiet der Vitalfärbung. Die von Küster und Weber empfangenen Anregungen führten in seiner Jenaer Zeit zu vollkommen unerwarteten Erfolgen. Er etablierte die Fluoreszenzmikroskopie in der zellphysiologischen Forschung. Mit dem von ihm entwickelten Fluorochromfarbstoff Akridinorange und dem Farbstoff Rhodamin B hatte er biologisch unschädliche Vitalfarbstoffe gefunden. In Verbindung mit der von den Zeiss-Werken zur Verfügung gestellten Hochleistungsoptik konnte Strugger die methodischen Möglichkeiten bis zur Grenze des Erreichbaren ausschöpfen. Chlorophyllkörner konnte er selektiv färben, ohne dass diesen die Fähigkeit zur CO2-Assimilation abhandenkam.
Über viele Jahre hinweg betrieb Strugger Plastidenforschung. Er dehnte die zuvor auf erwachsene Chloroplasten beschränkte Strukturanalyse auf junge Plastiden der wachsenden Pflanzenzonen aus und verband so cytomorphologische und physiologische Untersuchungen verschiedener Entwicklungsstadien. Er konnte A.F.W. Schimpers Lehre von der Kontinuität der Plastiden endgültig rehabilitieren und ermöglichte hierdurch die heutige Endosymbiontentheorie mit.
Strugger hat in Münster als einem der ersten Forschungszentren in Deutschland die Elektronenmikroskopie eingeführt und aufgebaut. Neben einigen neuen wissenschaftlichen Erfolgen unterlief ihm hier ein wissenschaftlicher Fehler, den er wegen seiner 1959 eingetretenen schweren Erkrankung selbst nicht mehr richtigstellen konnte: Er deutete die heute als Ribosomen bekannten Plasmakomponenten als Schnittbilder schraubiger Gebilde, der sogenannten „Cytonemata“. Der Wissenschaft ist hierdurch kein dauerhafter Schaden entstanden; umgekehrt hatte seine unerschrockene Pionierarbeit auf anderen Gebieten die Forschung weit vorangebracht.

## Ehrungen
In den Jahren 1950 bis 1952 führte Strugger das Dekanat und Rektorat der Universität Münster. Strugger wurden viele Ehrungen zuteil. Er war Ehrenbürger der Technischen Hochschule Hannover, Ehrensenator des spanischen Forschungsrates, korrespondierendes Mitglied der Österreichischen Akademie der Wissenschaften, Ehrenmitglied der Naturwissenschaftlichen Vereine für die Steiermark und für Kärnten. Die Wirkungen seiner Fluorchromierungsstudien in der Medizin führten zur Verleihung der Ehrendoktorwürde durch die medizinische Fakultät Münster.
Am 11. Dezember 1961 starb Siegfried Strugger mit 56 Jahren an einem schweren Kehlkopfleiden.